# Pubblicitario offresi
Pubblicitario offresi (Lost in America) è un film del 1985 di e con Albert Brooks, inserito dall'American Film Institute all'84º posto della AFI's 100 Years... 100 Laughs.

## Trama
David e Linda Howard sono dei tipici yuppies degli anni '80 a Los Angeles, in California, insoddisfatti del loro stile di vita borghese. Lui lavora in un'agenzia pubblicitaria e lei in un grande magazzino, ma dopo aver fallito nel ricevere una promozione attesa e aver invece ricevuto la richiesta di trasferirsi nell'ufficio della compagnia a New York, David insulta con rabbia il suo capo e viene licenziato. David convince sua moglie a lasciare anche il suo lavoro e a cercare una nuova avventura.